# Communauté de communes du Nord de l'Aube
La Communauté de communes du Nord de l'Aube est une ancienne communauté de communes française, située dans le département de l'Aube et la région Grand Est.

## Historique
La Communauté de Communes du Nord de l'Aube a été créée le 16 décembre 2009.
Le 1er janvier 2017, la Communauté de communes d'Arcis, Mailly, Ramerupt est issue de la fusion des trois communautés de communes de la Région d'Arcis-sur-Aube, du Nord de l'Aube et de la Région de Ramerupt.

## Composition
Elle était composée de 7 communes situées à l'extrême nord du département de l'Aube :
| Nom                    | Code Insee | Gentilé        | Superficie (km2) | Population (dernière pop. légale) | Densité (hab./km2) |
| ---------------------- | ---------- | -------------- | ---------------- | --------------------------------- | ------------------ |
| Mailly-le-Camp (siège) | 10216      | Maillochains   | 42,70            | 1 636 (2014)                      | 38                 |
| Allibaudières          | 10004      | Allibaudiérats | 24,13            | 255 (2014)                        | 11                 |
| Trouans                | 10386      | Trouanais      | 29,75            | 242 (2014)                        | 8,1                |
| Semoine                | 10369      |                | 22,55            | 223 (2014)                        | 9,9                |
| Herbisse               | 10172      | Herbichois     | 22,04            | 172 (2014)                        | 7,8                |
| Poivres                | 10293      | Piperiens      | 42,51            | 144 (2014)                        | 3,4                |
| Villiers-Herbisse      | 10430      | Villerats      | 26,44            | 87 (2014)                         | 3,3                |

## Compétences

### Compétence obligatoire
- Création et réalisation de zones d'aménagement concerté (ZAC) d'intérêt communautaire d'une superficie supérieure à 1.5 hectare
- Conduite de la préfiguration du Pays de la Plaine de Champagne, l'élaboration, la révision et le suivi de la charte du Pays.
- Création, aménagement, entretien et gestion de zones d'activités industrielle, commerciale, tertiaire et artisanale d'intérêt communautaire d'une superficie supérieur à 1.5 hectares
- Constitution et gestion de réserves foncières nécessaires aux aménagements d'intérêt communautaire, situées sur le territoire de la communauté de communes permettant la création de nouvelles zones d'activités et de nouveaux équipements reconnus d'intérêt communautaire

### Compétences optionnelles
- Collecte, valorisation et élimination des déchets des ménages et déchets assimilés
- Création et gestion de centres d'apports volontaires des déchets
- Contractualisation ou accompagnement de procédures d'aménagement visant l'amélioration de l'habitant par la rénovation du patrimoine immobilier
- Construction, aménagement, entretien et gestion de relais d'assistantes maternelles

### Compétences facultatives
- Création d'équipements touristiques dans les communes membres avec mise en valeur du patrimoine
- Construction de structures d'accueil pour personnes âgées et personnes handicapées

## Sources
- Le SPLAF (Site sur la Population et les Limites Administratives de la France)
- Premiers délibérés des élus de la communauté de communes